# غورسكي كوتار

خريطة غورسكي كوتار داخل كرواتيا.

جورسكي كوتار ((بالكرواتية: Gorski kotar)‏ ، تلفظ [ɡǒrski kôtaːr] ؛ معنى الاسم بالعربية هو الأرض الرتفعة. المنطقة الجبلية في كرواتيا بين كارلوفاتس ورييكا. لأن 63٪ من سطحه غابات يطلق عليه شعبيا الرئتين الخضراء لكرواتيا أو سويسرا الكرواتية . الطريق الأوروبي E65 ، الذي يربط بودابست وزغرب بميناء رييكا الأدرياتيكي، يمر عبر المنطقة.

## جغرافية

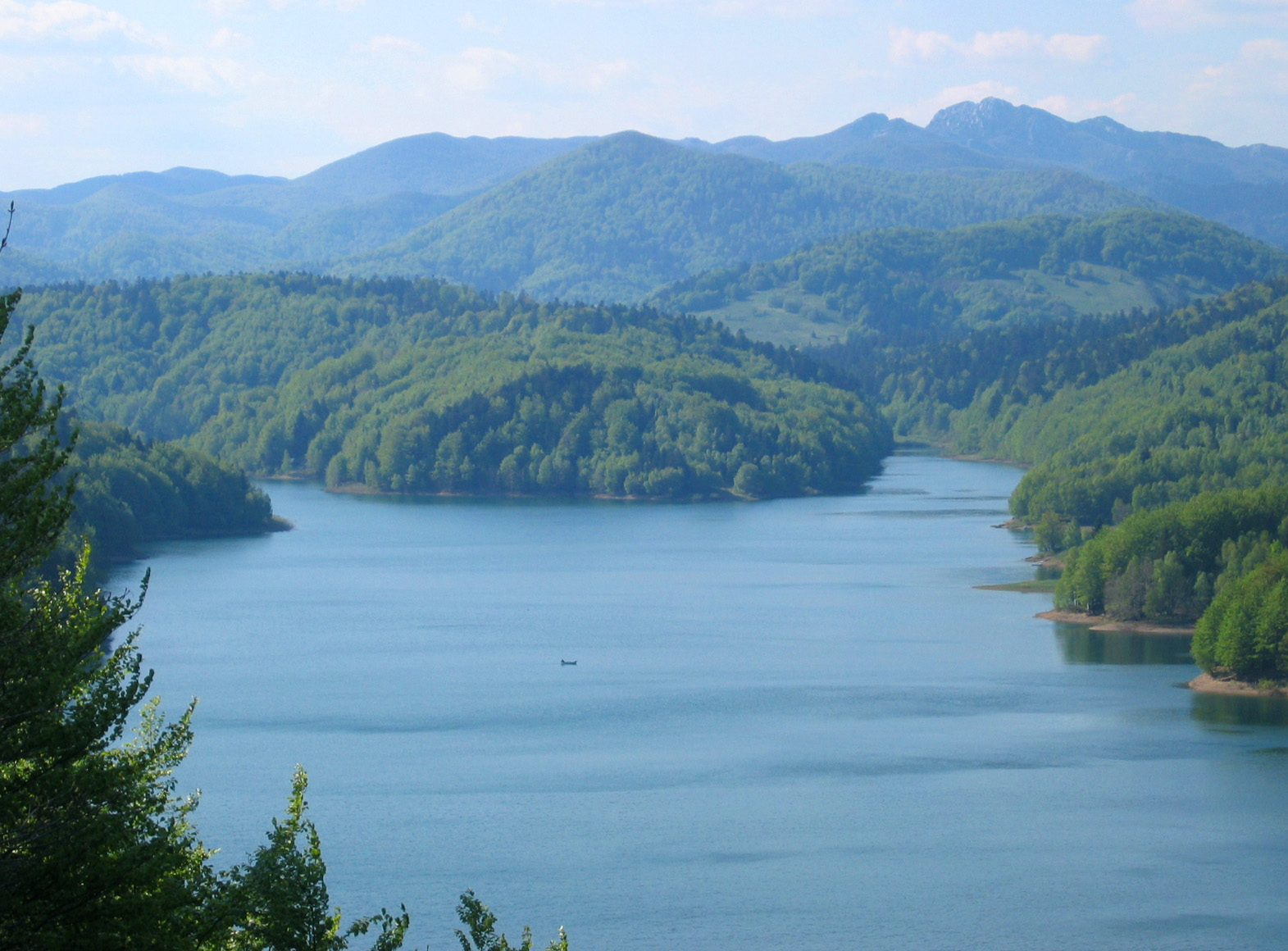
بحيرة Lokve في Gorski Kotar ، جبل. Risnjak في المسافة.

المنطقة مقسمة بين مقاطعة بريموريه-غورسكي كوتار ومقاطعة كارلوفاتس. الغالبية العظمى من تقع في المنطقة في مقاطعة بريموريه-غورسكي كوتار بما في ذلك مدن صغيرة عديدة يحتوي الجزء من المنطقة الواقع في مقاطعة كارلوفاتس على بلدية بوسيلييفو وجزء من مدينة أوغولين. يبلغ عدد سكانها 4454، ديلنيتسه هي أكبر مدينة في المنطقة ومركزها. المراكز الأخرى التي يزيد عدد سكانها عن 1000 نسمة هي فربفسكو (1900) ورافنا غورا (1900). تقع بيغوفا رازدوليه، أعلى مدينة في كرواتيا، في غورسكي كوتار على ارتفاع 1076 م.
يقع غورسكي كوتار بشكل جيومورفي على الهضبة الكارستية حوالي 35 كم ويبلغ متوسط ارتفاعه 800 م. أعلى نقطة هي بيلوسيتسا عند 1534 م تليها ريسنياك عند 1528 م. الهضبة هي حاجز مناخي بين الأجزاء الساحلية والقارية من البلاد. يتم تحديد الحدود مع منطقة كفارنر من خلال الفجوة بين أحواض الصرف في البحر الأسود والبحر الأدرياتيكي.

## تعداد السكان
الكثافة السكانية في غورسكي كوتار منخفضة، لكنها الأعلى في ماونتينوس كرواتيا. اعتبارًا من عام 2001، كان يعيش حوالي 28000 شخص في منطقة تبلغ مساحتها حوالي 1300 كيلومتر مربع، أي حوالي 22 شخصًا لكل كيلومتر مربع. لغويا، المنطقة متنوعة جدا. في منطقة صغيرة نسبيًا، يمكن سماع اللهجات الكرواتية الثلاث. تاريخيًا، كانت أجزاء من غورسكي كوتار تضم عددًا كبيرًا من السكان الإيطاليين، وبقي مجتمع صغير.